# Zaanstad
Zaanstad (prononcé en néerlandais : [ˈzaːnstɑt] ) est une commune néerlandaise située en province de Hollande-Septentrionale. Elle compte 162 828 habitants en décembre 2024, ce qui en fait la seizième commune au niveau national et la quatrième au niveau provincial (après la capitale Amsterdam, le chef-lieu Haarlem et Haarlemmermeer) en termes de population.
La commune de Zaanstad est constituée de la ville de Zaandam, où se trouve l'hôtel de ville, ainsi que des villages environnants d'Assendelft, Koog-sur-le-Zaan, Krommenie, Westknollendam, Westzaan, Wormerveer, Zaandijk et Zaanse Schans. Elle couvre une superficie de 83,24 km2 dont 9,37 km2 d'eau.

## Histoire

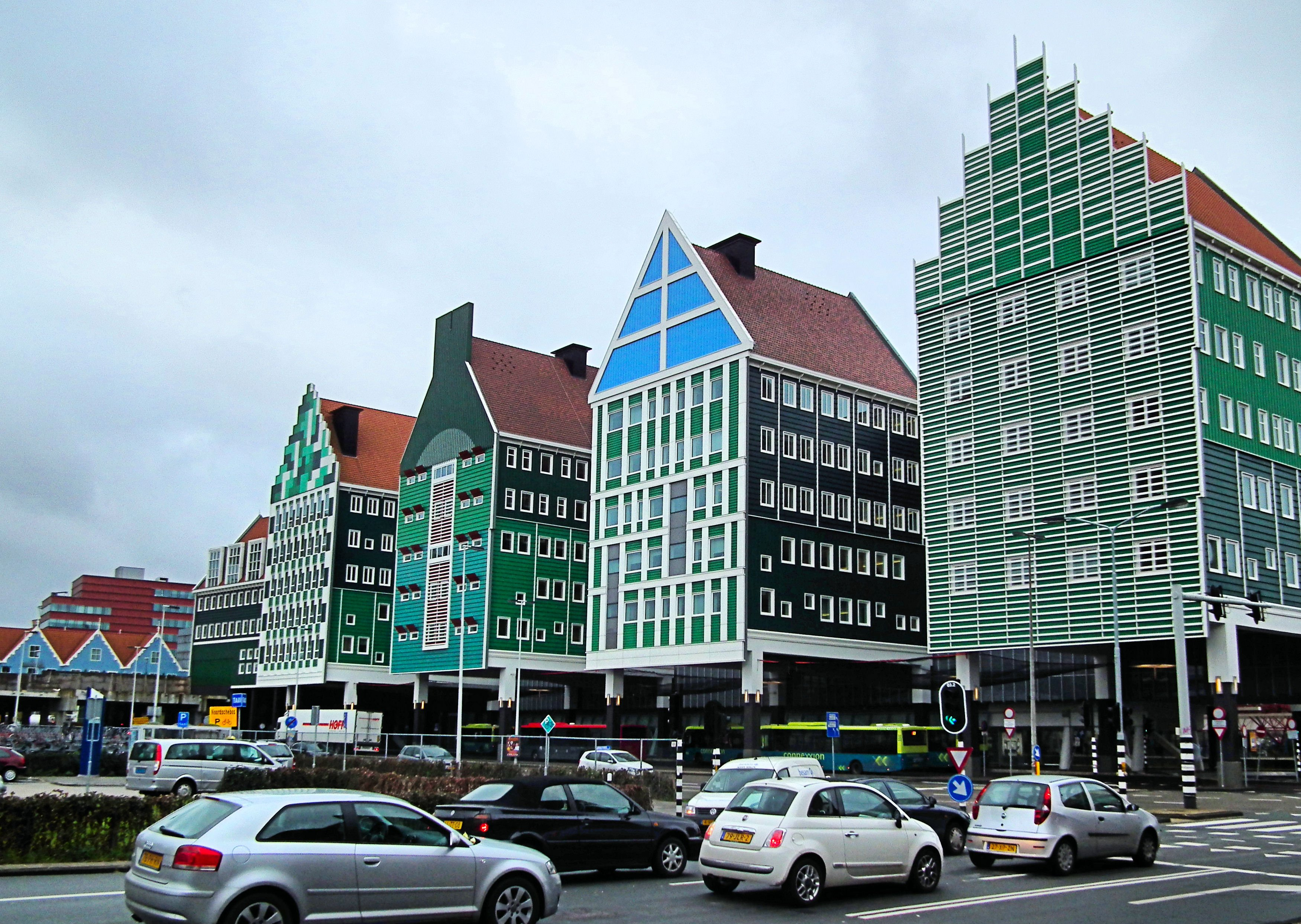
Complexe de l'hôtel de ville de Zaanstad, bâti dans un style typique de la région revisité.

La région du Zaan est autrefois réputée pour ses moulins et ses meuniers. Elle est désormais connue pour son élaboration pionnière des graines de cacao en poudre fine de qualité. Le groupe De Zaan, à l'origine d'une fabrique établie entre Koog aan de Zaan et Zaandijk, marque l'histoire de la contrée.
La commune de Zaanstad est établie en 1974, issue de la fusion des communes d'Assendelft, de Koog-sur-le-Zaan, de Krommenie, de Westzaan, de Wormerveer, de Zaandam et de Zaandijk.

## Géographie

### Localisation
Zaanstad est membre de la communauté de communes Stadsregio Amsterdam, regroupant les communes autour d'Amsterdam. Elle est bordée au nord par Alkmaar, au nord-ouest par Uitgeest, à l'ouest par Heemskerk et Beverwijk, au sud-ouest par Velsen et Haarlemmermeer, au sud-est par Amsterdam, à l'est par Oostzaan et au nord-est par Wormerland.

### Transports
Zaanstad est desservie par l'autoroute A7 et l'autoroute A8. La gare de Zaandam, principal nœud ferroviaire de la commune et vingt-cinquième gare la plus fréquentée du pays selon les données de 2014, se trouve sur les lignes d'Amsterdam à Alkmaar et d'Amsterdam à Enkhuizen. Le trajet depuis la gare centrale d'Amsterdam s'effectue en dix minutes. Les gares secondaires situées dans la commune sont Koog aan de Zaan, Zaandam Kogerveld, Zaandijk Zaanse Schans, Wormerveer et Krommenie-Assendelft.